# Klaus Jung (Künstler)
Klaus Jung (* 12. März 1955 in Solingen) ist ein deutscher Installationskünstler, Kunsthochschullehrer und Kunsthochschulmanager.

## Leben
Jung studierte von 1973 bis 1979 an der Kunstakademie Düsseldorf bei Fritz Schwegler und Klaus Rinke und besuchte anschließend ein Jahr lang als DAAD-Stipendiat das Royal College of Art in London. 1982 erhielt er ein MoMA PS1-Stipendium und 1985 eine Förderkoje der Art Cologne.
Er leitete als Rektor von 1990 bis 1995 die Kunstakademiet i Trondheim (Fakultät und Institut der NTNU), von 1995 bis 2002 die Kunst- und Designhochschule Bergen, von 2002 bis 2009 die School of Fine Art der Glasgow School of Art und von 2009 bis 2014 die Kunsthochschule für Medien Köln. Von 2015 bis 2021 war er Leiter des BA Fine Art an der Koninklijke Academie van Beeldende Kunsten.

## Ausstellungen
Jung stellte seit 1977 seine Werke mehrfach in Einzel- und Gruppenausstellung in Deutschland und im europäischen Ausland aus.

### Einzelausstellungen
- 1996: Städtische Galerie im Lenbachhaus

### Gruppenausstellungen
- 1976: Museum Wiesbaden[3]